# El mismo sol
El mismo sol è un singolo del cantautore spagnolo Álvaro Soler, pubblicato il 24 aprile 2015 come primo estratto dal primo album in studio Eterno agosto.
Il 21 agosto è stata pubblicata una seconda versione in spanglish realizzata in duetto con la cantante Jennifer Lopez.

## Video musicale
Il video musicale, pubblicato il 24 aprile 2015 attraverso il canale Vevo del cantante, mostra le avventure dello stesso, intento ad intraprendere un viaggio con uno zaino in spalla, in cerca di gente, città e paesaggi diversi.

## Tracce
Testi e musiche di Álvaro Tauchert Soler, Simon Triebel e Ali Zuckowski.
CD singolo (Europa)
1. El mismo sol – 3:00
2. El mismo sol (Radio Edit) – 3:08

Download digitale – 1ª versione
1. El mismo sol – 3:00

Download digitale – remix
1. El mismo sol (DJ Ross & Max Savietto Remix) – 2:53

Download digitale – Remix EP
1. El mismo sol (Moonboy Inc Remix) – 3:06
2. El mismo sol (Why So Loco Club Remix) – 5:45
3. El mismo sol (Why So Loco Remix) – 3:35
4. El mismo sol (Colorido Remix) – 3:07
5. El mismo sol (Supermans Feinde Remix) – 3:14
6. El mismo sol (Jan Leyk Remix) – 3:32

Download digitale – 2ª versione
1. El mismo sol (feat. Jennifer Lopez) – 3:08
2. El mismo sol (Under the Same Sun) (feat. Jennifer Lopez) – 3:07

## Formazione
- Álvaro Soler – voce, strumentazione
- Simon Trebel, Ali Zuckowski – strumentazione, produzione
- Marco Moller – batteria aggiuntiva
- Paula Tauchert, Teresa Baena, Vicky Lopez, Gregory Tauchert, Javi Marinello, Ramon Mañas – cori
- Nils Faller – missaggio
- Sascha "Busy" Bühren – mastering

## Classifiche
| Classifica (2015-22) | Posizione massima |
| -------------------- | ----------------- |
| Austria              | 6                 |
| Belgio (Fiandre)     | 8                 |
| Belgio (Vallonia)    | 9                 |
| Francia              | 31                |
| Germania             | 20                |
| Italia               | 1                 |
| Paesi Bassi          | 16                |
| Repubblica Ceca      | 70                |
| Spagna               | 6                 |
| Svizzera             | 1                 |